# Shian Kawasaki
Shian Kawasaki (japanisch 川崎 詩晏 Kawasaki Shian; * 5. September 1999) ist ein japanischer Fußballspieler.

## Karriere
Shian Kawasaki erlernte das Fußballspielen in der Universitätsmannschaft der Handelsuniversität Osaka im japanischen Higashiōsaka. Ende Februar 2022 ging er nach Europa. Hier unterschrieb er in Kroatien einen Vertrag beim unterklassigen NK Dinamo Palovec. Im Juli 2022 ging er in die Mongolei, wo er einen Vertrag beim Erstligisten Khoromkhon Club unterschrieb. Bei dem Verein aus der Hauptstadt Ulaanbaatar stand er bis Juni 2023 unter Vertrag. Von Juli 2023 bis Februar 2024 war er vertrags- und vereinslos. Im März 2024 nahm ihn der ebenfalls in der ersten mongolischen Liga spielende Khovd FC unter Vertrag. Im Juli 2024 zog es ihn nach Laos. Hier verpflichtete ihn der Erstligist Luang Prabang FC